# 반소환
환론에서 반소환(半素環, 영어: semiprime ring)은 멱영 아이디얼이 영 아이디얼 밖에 없는 환이다. 축소환과 소환의 공통적인 일반화이다.

## 정의
환에 대하여 다음 조건들이 서로 동치이며, 이를 만족시키는 환을 반소환이라고 한다.
- 영 아이디얼이 반소 아이디얼이다.[1]:168, Definition 10.15
- 양쪽 아이디얼 {\displaystyle _{R}{\mathfrak {a}}_{R}}에 대하여, {\displaystyle {\mathfrak {a}}^{2}=0}이라면 {\displaystyle {\mathfrak {a}}=0}이다.[1]:169, Proposition 10.16(3)
- 왼쪽 아이디얼 {\displaystyle _{R}{\mathfrak {A}}}에 대하여, {\displaystyle {\mathfrak {A}}^{2}=0}이라면 {\displaystyle {\mathfrak {A}}=0}이다.[1]:169, Proposition 10.16(4)
- 오른쪽 아이디얼 {\displaystyle {\mathfrak {A}}_{R}}에 대하여, {\displaystyle {\mathfrak {A}}^{2}=0}이라면 {\displaystyle {\mathfrak {A}}=0}이다.[1]:169, Proposition 10.16(4)

## 성질
다음 함의 관계가 성립한다.:153
| 체           | ⇒ | 정역 |   |        |
| ⇓            |   | ⇓    | ⇘ |        |
| 나눗셈환     | ⇒ | 영역 | ⇒ | 축소환 |
| ⇓            |   | ⇓    |   | ⇓      |
| 左·右 원시환 | ⇒ | 소환 | ⇒ | 반소환 |

가환환의 경우, 이 함의는 다음과 같이 단순해진다.
| 체           |   | 정역 |   |        |
| ⇕            |   | ⇕    |   |        |
| 나눗셈환     | ⇒ | 영역 | ⇒ | 축소환 |
| ⇕            |   | ⇕    |   | ⇕      |
| 左·右 원시환 |   | 소환 |   | 반소환 |